# Жінки в геології

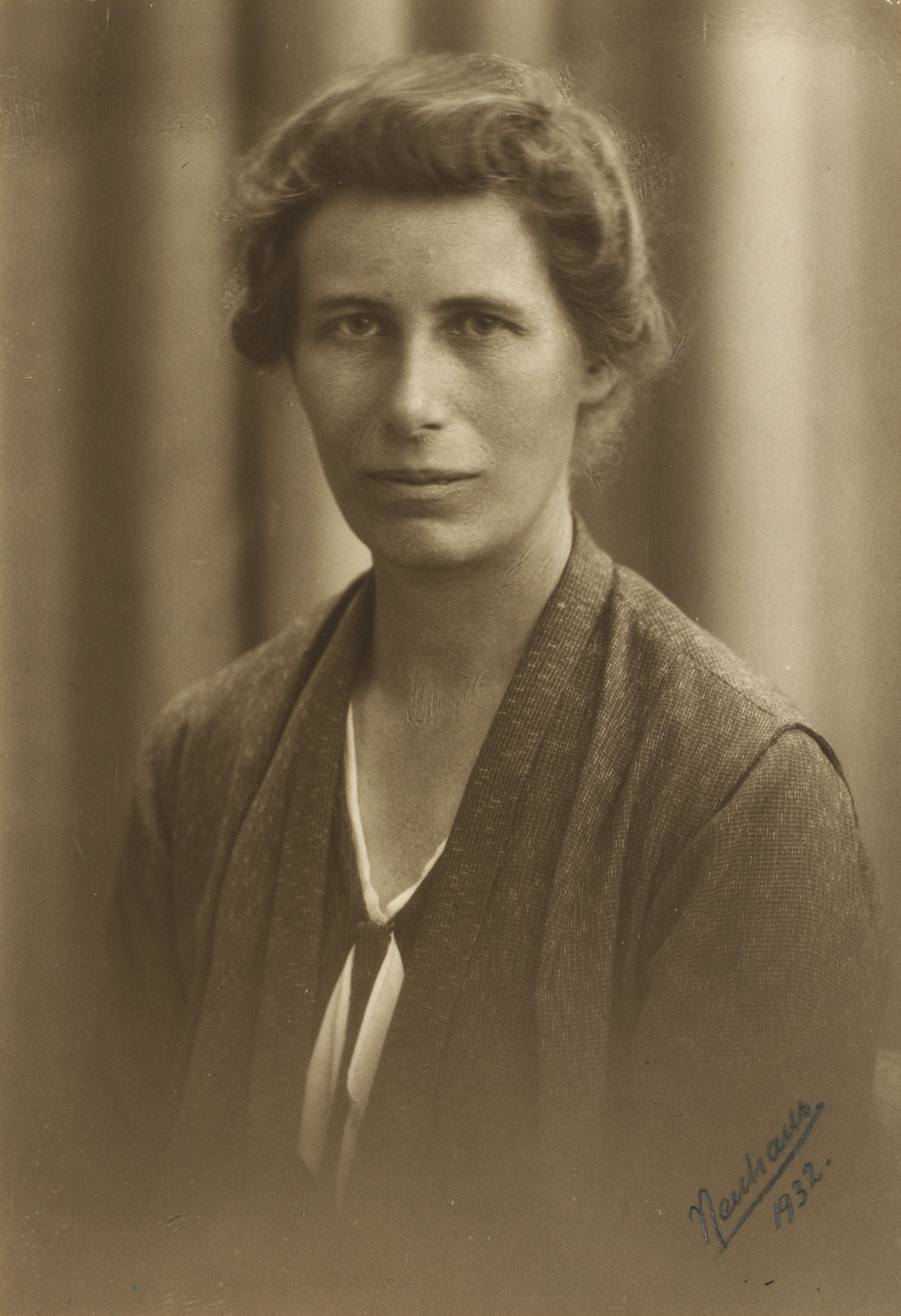
Інге Леманн, відкривачка Земного ядра, 1932

Історія праці жінок у галузі геології довга, але вони, як правило, недостатньо представлені.
В епоху до XVIII століття хімічна та геологічна науки не достатньо досліджені, тому ранні геологи/ні були, незалежно від статі, неофіційними спостерігач(к)ами та колекціонер(к)ами. Визначні приклади цього періоду — Гільдегарда Бінгенська, котра писала твори про каміння, і Барбара Утманн, що керувала гірничими роботами після смерті чоловіка. Крім того, аристократки подеколи мали наукові колекції гірських порід чи корисних копалин.
У XIX столітті з'явився новий професійний клас геологічних вчених, який включав і жінок. У цей період Англія мала ряд значущих для геології дослідниць.
У 1977 році була створена Асоціація геологинь для підтримки їх у галузі, оскільки вони залишалися недостатньо представленими. З того часу досягнуті успіхи, хоча проблема висвітлення залишається гострою.

## Хронологія жінок у геології
- 1642: Мартіна де Бертеро, перша відома жінка-мінералог, була ув'язнена у Франції за підозрою у чаклунстві[3].
- 1824: Емма Віллард опублікувала Древню географію як доповнення до Системи універсальної географії Вудбриджа[4].
- 1833: Мері Остін Холлі[en] досліджує і публікує про ґрунти, водні ресурси, корисні копалини та гори регіону Техасу[5].
- 1841: Орра Уайт Хічкок, Сара Холл і місіс Брукс серед перших жінок, що ілюстрували геологічні публікації[6].
- 1865: Елізабет Карне обрано першою жінкою-стипендіаткою Королівського геологічного товариства Корнуолла.[7]
- 1866 рік: роботи місіс Майерс, Кейт Ендрюс та Гаррієт Хантсман з'являються відповідно до звітів про дослідження штату Іллінойс, Огайо та Канзас.
- 1889: Мері Емілі Холмс стала першою жінкою-стипендіаткою Геологічного товариства Америки.[8]
- 1893: Флоренція Баском стала другою жінкою, яка здобула ступінь доктора геології в США, і першою жінкою, яка отримала ступінь докторки наук з університету Джона Хопкінса.[9][10] Геологи вважають її «першою жінкою-геологом у цій країні [Америка]».[11]
- 1896: Флоренція Баском стала першою жінкою, яка працювала в Геологічній службі Сполучених Штатів.[12][13]
- 1901: Флоренція Баском стала першою жінкою-геологом, яка представила документ перед Геологічною службою Вашингтона.[14]
- 1909: Аліса Вілсон стала першою жінкою-геологом, найнятою Геологічною службою Канади.[15][16] Її вважають першою канадською жінкою-геологинею.[17]
- 1919: Жінці вперше було дозволено стати стипендіаткою Лондонського геологічного товариства.[18][19]
- 1924: Флоренція Баско стала першою жінкою, обраною до Ради Геологічного товариства Америки.
- 1936: Інге Леманн виявила, що Земля має міцне внутрішнє ядро, відмінне від розплавленого зовнішнього ядра.[20]
- 1938: Аліса Вілсон стала першою жінкою-членом Королівського товариства Канади.
- 1942: американська геолог Маргеріт Вільямс стала першою афро-американською жінкою, яка отримала ступінь докторки геології в США. Вона здобула ступінь «Історія ерозії в дренажному басейні Анакостії» в Католицькому університеті.[21][22]
- 1943: Ейлін Гуппі отримала звання помічниці геолога, тому стала першою випускницею жіночої геології, призначеною до наукових співробітників Британської геологічної служби[23].
- 1955: Мойра Данбар стала першою жінкою-глаціологом, яка вивчала морський лід з канадського льодоруба.[24][25][26]
- 1963: Ельза Г. Вілмундардоттір закінчила навчання в Стокгольмському університеті і стала першою жінкою-ісландською геологом.[27]
- 1966: Ейлін Гуппі стала першою жінкою-співробітником Британської геологічної служби, яка отримала ступінь MBE.[28]
- 1967: Сью Арнольд стала першою жінкою Британської геологічної служби, яка вирушила в море на дослідному судні[23].
- 1969: Беріс Кокс стала першою жінкою-палеонтологом у Британському геологічному обстеженні[23].
- 1971: Одрі Джексон стала першою польовою геологом в Британському геологічному обстеженні[23].
- 1975: Жінкам-офіцерам Британської геологічної служби більше не довелося звільнятися після одруження[23].
- 1977: засновано Асоціацію жінок-геологів.[29]
- 1980: Геохімікиня Кацуко Сарухасі стала першою жінкою, обраною до Наукової ради Японії.[30]
- 1982: Джанет Уотсон стала першою жінкою-президентом Лондонського геологічного товариства.[31]
- 1983: Геологиня Судіпта Сенгупта (і морська біолог Адіті Пант) стали першими двома індійськими жінками, які приєдналися до експедиції по Антарктиці.[32]
- 1991: Доріс Малкін Кертіс стала першою жінкою-президентом Геологічного товариства Америки.[33]
- 1991: Індійська геолог Судіпта Сенгупта стала першою жінкою-вченою, яка отримала премію Шанті Свароп Бхатнагар у категорії наук про Землю.[34][35]
- 1995: опублікована геоморфологія карсту у Китаї та навколишнього середовища від Марджорі Світін[en]; це перший всебічний західний огляд карсту Китаю.[36][37]
- 1995: Джейн Плант[en] стала першою жінкою заступницею директора Британської геологічної служби[23].
- 2010: Марсія Макнатт стала першою жінкою-директором Геологічної служби США.
- 2014: Морін Раймо стала першою жінкою, яка отримала медаль Волластона, найвищу нагороду Лондонського геологічного товариства.[38][39]
- 2016: Геофізикиня Марсія Макнатт стала першою жінкою-президентом Американської національної академії наук.[40]

## Відомі геологині
- Клавдія Александр[en] — помітна член Асоціації жінок-геознавців
- Флоренція Баском — перша жінка, найнята Геологічною службою США
- Хелен Белія[en] — канадська геолог
- Мері Еннінг (1799—1847) — рання британська палеонтолог
- Етелдред Бенетт — рання геолог у Британії
- Елізабет Карне — рання геолог у Британії
- Маргарет Кросфілд[en] — рання англійська палеонтолог та геолог
- Джейн Френсіс[en] — директор британської урядової організації з дослідження Антарктики (англ. British Antarctic Survey (BAS))
- Марія Гордон[en] (1864—1939) — шотландська геолог і палеонтолог, 1932 р. Медаль Лайелл
- Рея Грехем[en] — директор Міністерства шахт США[41]
- Роббі Гріс[en] — колишня президент Американської асоціації нафтових геологів[42]
- Дороті Хілл[en] — єдина жінка-президент Австралійської академії наук
- Міріам Кастнер[en] — видатна професор наук про Землю в Каліфорнійському університеті, Сан-Дієго, медаль Моріса Юінга 2008 року
- Інге Леманн — данська сейсмолог, яка виявила внутрішнє ядро Землі
- Маргарет Лейнен[en] — американська палеокліматологиня, директор Інституту океанографії Скриппса
- Лоррейн Лісіцкі[en] — американська палеокліматолог
- Мері Елізабет Лаєлл — британська геолог дев'ятнадцятого століття
- Марсія Макнатт[en] — американська геофізик, колишня директор Геологічної служби США, наукова радниця міністра внутрішніх справ США та президент й головна виконавча директор Науково-дослідного інституту акваріума в Монтерей-Бей
- Ізабель Монтанес[en] — видатна професор геологічних наук та професор лідера канцлера Каліфорнійського університету, Девіс, президент (2017—2018) Геологічного товариства Америки
- Мері Морісава[en] — американська геоморфологиня
- Хелен Морнінстар — американська геолог, професор геології та палеонтології Державного університету штату Огайо, член Фі Бета Каппа, Sigma Xi, AAAS та Палеонтологічного товариства Америки
- Шерон Мошер[en] — колишня президент Геологічного товариства Америки
- Олександра Навроцькі[en] — 1973 Альфред П. Слоан стипендіатка, 1988 Американський геофізичний союз, стипендіатка, 1997 Геологічне товариство Америки, стипендіатка, 2006 рік Гаррі Хесс Медаль
- Марія Парамо[en] — колумбійська геолог і палеонтолог
- Морін Реймо[en] — директор основного сховища Ламонт-Дохерті в Обсерваторії Землі Ламон-Дохерті Колумбійського університету
- Судіпта Сенгупта[en] — професор структурної геології в університеті Ядавпур, Калькутта
- Етель Шекспір[en] — англійська геолог
- Нора Стернс[en] — американська гідрогеолог
- Доун Самнер[en] — американська геолог, планетарна астробіолог
- Марджорі Світін[en] — викладачка Оксфордського університету, авторка першого вичерпного західного звіту про карст Китаю
- Мері Тарп — відкривачка хребта Середнього океану
- Сьюзен Трамбор — член Національної академії наук США, директор Інституту біогеохімії Макса Планка
- Джанет Вотсон[en] — медаль Лайела, медаль Бігбі, президент Лондонського геологічного товариства
- Доун Райт[en] — афро-американська морська геолог, співробітниця Американської асоціації просування науки, водолаз ALVIN
- Марія Зубер — професор геофізики Е. А. Грисволл Массачусетського технологічного інституту; медаль «Гаррі Хесс» (2012)
- Лариса Попугаєва — радянський геолог і відкривачка алмазних родовищ в СРСР
- Анна Міссуна[ru]  — польська геолог, мінералог та палеонтолог родом з Росії
- Таня Етвотер — американська геофізик і морська геолог, спеціалізується на тектоніці плит.